# James W. Denver
James William Denver, född 23 oktober 1817 i Winchester, Virginia, död 9 augusti 1892 i Washington, D.C., var en amerikansk demokratisk politiker och militär. Han var ledamot av USA:s representanthus 1855–1857 och Kansasterritoriets guvernör 1857–1858. I amerikanska inbördeskriget tjänstgjorde han som brigadgeneral i nordstaternas armé.
Denver studerade juridik i Cincinnati och inledde 1844 sin karriär som advokat i Ohio. Han deltog i mexikansk–amerikanska kriget och flyttade 1850 till Kalifornien. Där tjänstgjorde han som delstatens statssekreterare 1853–1855 innan han blev kongressledamot. År 1857 tjänstgjorde han som Kansasterritoriets sekreterare och därefter en kort tid som territoriets guvernör. År 1852 dödade han publicisten Edward Gilbert i en duell. I inbördeskriget deltog han som brigadgeneral i belägringen av Corinth. Denver i Colorado och Denverton i Solano County i Kalifornien är uppkallade efter James W. Denver.